# 21Sextury
21Sextury és un estudi i productora de cinema pornogràfic estatunidenc creat en 2003 i que des de 2015 forma part de Gamma Entertainment, Sosté diverses webs a Europa i s'encarrega de produir pel·lícules que prevalen el comptar amb actors i actrius europees. Té la seva seu a la ciutat de Scottsdale, a l'estat d'Arizona.

## Història
Originalment, 21Sextury era un estudi de producció pornogràfic fundat per a treballar amb actrius d'Europa de l'Est, com eren els casos de com Sandy, Anetta Keys, Sophie Moone o Mia Stone. Involucrat, des de les primeres etapes d'Internet, a comptar amb subsidiàries per a trobar i difondre contingut, va arribar a aconseguir l'afiliació de llocs com Clubsandy.com i Pixandvideo.com. A mitjan dècada de 2000, l'estudi va utilitzar l'accés mòbil i va posar el contingut a disposició a través de WAP. En una revisió de la xarxa (principis de 2010), al voltant de 40 llocs web de la xarxa 21Sextury van ser elogiats per la seva àmplia gamma de pel·lícules en alta definició. Al mateix temps, la xarxa va ser criticada pel que es referia a tots els llocs i alguns llocs no rebien actualitzacions periòdiques.
Més tard, l'abast de l'estudi es va ampliar per a incloure filmacions des dels Estats Units, i es van ampliar els nínxols seleccionats inicialment (inclòs el fetitxisme de peus i la sexualitat lèsbica). En 2015, l'estudi va ser adquirit per Gamma Entertainment, empresa canadenca que compta amb altres llocs com Girlsway, Devil's Film, Pure Taboo o Burning Angel, i que engloba la seva marca dins de la plataforma de difusió AdulTime, que també produeix contingut original. El distribuïdor de les pel·lícules de l'estudi és Pulse Distribution.
Als Venus Award del 2005, l'estudi va guanyar el premi en la categoria de Millor estudi nou a Europa. Amb diverses nominacions als Premis AVN i XBIZ, al gener de 2014, l'estudi s'alçaria als Premis XBIZ amb el guardó al Lloc porno de l'any.

## Sèries i subsidiàries
A més de les produccions independents, l'estudi també ha llançat produccions serials, com en els casos d' Anal Empire, Anal Teen Angels, Asshole Fever, DP Fanatics, Fantasstic DP, Foot Art, Footsie Babes, Hardcore Fever, Les Babez, Seductive, Tales From Gape Land o Teen Fever.
21Sextury opera i manté actualment més de 30 llocs web, que la seva temàtica diversa va des del softcore fins al hardcore, passant pels gèneres lèsbic i fetitxista. De tots destaquen: 21Naturals, 21Sextreme, Anal Teen Angels, Asshole Fever, Club Sandy, DP Fanatics, Footsie Babes o Gape Land.

## Actrius
Algunes de les actrius que treballen (o han treballat) per a 21Sextury són:
- Abbie Cat
- Abby Lee Brazil
- Abella Danger
- Adria Rae
- Adriana Chechik
- Aidra Fox
- Alana Cruise
- Alektra Blue
- Aleska Diamond
- Aletta Ocean
- Alexa Tomas
- Alexis Crystal
- Alina Li
- Alyssia Kent
- Amarna Miller
- Amirah Adara
- Amy Anderssen
- Ana Monte Real
- Anetta Keys
- Angel Dark
- Angel Wicky
- Angela White
- Angelika Grays
- Anissa Kate
- Anna De Ville
- Anna Polina
- Anya Olsen
- Apolonia Lapiedra
- Asa Akira
- Ava Addams
- Ava Dalush
- Belle Claire
- Black Angelika
- Blanche Bradburry
- Blue Angel
- Bobbi Starr
- Brett Rossi
- Briana Banks
- Bridgette B.
- Brooke Haven
- Capri Anderson
- Carmen Caliente
- Carmen Valentina
- Carolina Abril
- Cassidy Klein
- Cassie del Isla
- Cathy Heaven
- Cayenne Klein
- Celeste Star
- Chanel Preston
- Cherry Jul
- Cherry Kiss
- Chloe Scott
- Christina Bella
- Cindy Dollar
- Cindy Hope
- Cindy Lords
- Clara G.
- Claudia Rossi
- Courtney Cummz
- Dana DeArmond
- Dava Foxx
- Dillion Harper
- Dolly Leigh
- Dylan Ryder
- Elena Koshka
- Ella Knox
- Elsa Jean
- Erica Fontes
- Eva Angelina
- Eva Karera
- Eve Angel
- Eveline Dellai
- Franceska Jaimes
- Georgia Jones
- Gina Gerson
- Gina Valentina
- Ginebra Bellucci
- Giselle Palmer
- Heather Starlet
- Henessy
- Holly Hendrix
- India Summer
- Ivana Sugar
- Jasmine Jae
- Jennifer Dark
- Jessa Rhodes
- Jessie Volt
- Jill Kassidy
- Julia de Lucía
- Julia Roca
- Julie Silver
- Kagney Linn Karter
- Karla Kush
- Katsuni
- Kelly Divine
- Kenzie Reeves
- Kiara Lord
- Krissy Lynn
- Lauren Phillips
- Layla Sin
- Lea Lexis
- Lena Nitro
- Lena Paul
- Lexi Lowe
- Liliane Tiger
- Lily LaBeau
- Liya Silver
- Liza del Sierra
- Lou Charmelle
- Lucy Lee
- Luna Rival
- Mandy Bright
- Mandy Dee
- Marica Hase
- Mea Melone
- Mia Malkova
- Misha Cross
- Monica Sweetheart
- Monique Alexander
- Mya Diamond
- Natalia Starr
- Natasha Starr
- Nekane Sweet
- Nikita Bellucci
- Nikita Von James
- Nikki Benz
- Nikky Thorne
- Nina Elle
- Olivia Austin
- Peaches
- Phoenix Marie
- Piper Perri
- Puma Swede
- Quinn Wilde
- Raylene
- Rayveness
- Rebecca Volpetti
- Regina Ice
- Riley Reid
- Rita Faltoyano
- Samantha Bentley
- Samantha Ryan
- Sasha Rose
- Sharka Blue
- Sienna Day
- Simone Peach
- Sophie Dee
- Sophie Moone
- Stacy Silver
- Stella Cox
- Suzie Carina
- Suzie Diamond
- Tanya Tate
- Tarra White
- Taylor Sands
- Tiffany Doll
- Tiffany Tatum
- Tina Kay
- Tori Black
- Valentina Nappi
- Valentina Ricci
- Vanda Lust
- Veronica Vanoza
- Zafira